# ふたりの男とひとりの女
『ふたりの男とひとりの女』（ふたりのおとことひとりのおんな、Me, Myself & Irene）は、2000年のアメリカ合衆国の映画。監督はファレリー兄弟。主演はジム・キャリーとレネー・ゼルウィガー。

## 解説
ファレリー兄弟がジム・キャリーと『ジム・キャリーはMr.ダマー』以来5年ぶりにタッグを組んだ過激コメディ。総製作費5千万ドル、興行収入は約1億5000万ドル。 トニー・コックスやアンナ・クルニコワなどがカメオ出演している。

## あらすじ
チャーリー・ベイリーゲイツ（ジム・キャリー）は、ロードアイランド州の善良な警察官。真面目でお人よしな彼だったが、若くして妻を失ったショックと、日々のストレスが積み重なってある日、解離性同一性障害を発症。チャーリーとは正反対の第二人格“ハンク”が生まれてしまい、症状を抑えるために6時間ごとに薬を服用しなければならなかった。その日チャーリーは、ひき逃げ容疑で署に連行されたアイリーン（レネー・ゼルウィガー）をニューヨーク州警察まで護送し、そのまま休養を取るよう上司から命じられる。アイリーンを無事ニューヨークに送り届けた矢先、彼女はEPA(環境保護庁)に絡む汚職事件に巻き込まれ、命を狙われることになる。

## キャスト
| 役名                                        | 俳優                     | 日本語吹替 |
| ------------------------------------------- | ------------------------ | ---------- |
| チャーリー・ベイリーゲイツ/ハンク・エバンズ | ジム・キャリー           | 藤原啓治   |
| アイリーン・P・ウォーターズ                 | レネー・ゼルウィガー     | 山像かおり |
| レイラ・ベイリーゲイツ                      | トレイラー・ハワード     | 岡村明美   |
| ションテ・ジャクソン                        | トニー・コックス         | 飛田展男   |
| ジャマール・ベイリーゲイツ                  | アンソニー・アンダーソン | 桜井敏治   |
| リー・ハーヴェイ・ベイリーゲイツ            | モンゴ・ブラウンリー     | 大川透     |
| ションテ・ジュニア・ベイリーゲイツ          | ジェロード・ミクソン     | 高木渉     |
| ガーキ警部補                                | クリス・クーパー         | 若本規夫   |
| パーティントン署長                          | ロバート・フォスター     | 飯塚昭三   |
| ボーシェーン捜査官                          | リチャード・ジェンキンス | 長克巳     |
| ホワイティ(本名キャスパー)/サイコ           | マイケル・ボウマン       | 飛田展男   |
| ディッキー・サーマン                        | ダニエル・グリーン       | 一条和矢   |
| フィネラン                                  | ロブ・モラン             | 星野充昭   |
| リチャード                                  | ジャッキー・フリン       | 手塚秀彰   |
| ピーターソン捜査官                          | ゼン・ゲスナー           | 伊藤栄次   |
| スティーブ・パーフィット捜査官              | ダニー・マーフィ         | 手塚秀彰   |
| スッビー                                    | マイク・セローネ         | 手塚秀彰   |
| チャーリーの隣人エド                        | スティーブ・スウィーニー | 荒川太朗   |
| ディック                                    | レニー・クラーク         | 手塚秀彰   |
| ノンクレジット                              |                          |            |
| テレビのスタンドアップコメディアン          | リチャード・プライヤー   | 一条和矢   |
| テレビのスタンドアップコメディアン          | クリス・ロック           | 飛田展男   |

## サウンドトラック
この映画のオリジナル曲はピート・ヨーンが作曲しているが、この映画のサウンドトラックにはさまざまなバンドによるスティーリー・ダンのカバーが多く含まれている。その中にはベン・フォールズ・ファイヴ版「Barrytown」やMarvelous 3版「Reelin' in the Years」がある。また、オフスプリングの「Totalimmortal」は、AFIのカバーである。
カバー曲でないものにはフー・ファイターズの「Breakout」、エリス・ポールの「The World Ain't Slowin' Down」、ピート・ヨーンの「Strange Condition」がある。
1. Breakout - フー・ファイターズ
2. Do It Again - スマッシュ・マウス
3. Deep Inside of You - サード・アイ・ブラインド
4. Totalimmortal - オフスプリング
5. The World Ain't Slowin' Down（エンディングテーマ） - エリス・ポール
6. Any Major Dude Will Tell You - Wilco
7. Only A Fool Would Say That - アイヴィー
8. Can't Find The Time To Tell You - フーティ&ブローフィッシュ
9. Bodhisattva - ブライアン・セッツァー・オーケストラ
10. Bad Sneakers - ザ・プッシュ・スターズ
11. Reelin' In The Years - マーヴェラス3
12. Strange Condition - ピート・ヨーン
13. Barrytown - ベン・フォールズ・ファイヴ
14. Razor Boy - ビリー・グッドラム
15. Where He Can Hide - Tom Wolfe

なお、ハードノックスの「Fire Like This」は映画本篇に使われたが、サウンドトラックには収録されていない。